# Liga de Balompié Mexicano 2023 B
El torneo 2023B fue la V edición del campeonato de liga de la Liga de Balompié Mexicano. Inició el 12 de agosto de 2023 y finalizó el 25 de noviembre de 2023

## Cambios
- Kundavi FC e Hidalgo FC ingresaron a la liga.
- Se regresó la regla del menor.
- Inter Ixtapaluca FC cambio de denominación a Inter Amecameca FC
- Neza FC regresa a jugar al Jesús Martínez "Palillo"
- Lobos MX se mudó al municipio de Chalco, además cambió su denominación a Lobos CARH

## Sistema de competición

### Campeonato de Liga
Se forman dos grupos de seis equipos cada uno, se juegan a dos vueltas, dando un total de 10 partidos por equipo.
Califican dos equipos a las semifinales, mientras cuatro equipos se enfrentan en un repechaje, todo esto se define por una tabla general y no por grupos.
El sistema de puntos es ligeramente distinto al de las demás ligas: se otorgan tres puntos por victoria; un punto por empate, siempre y cuando se anoten goles en el partido; y cero puntos por derrota.

## Equipos participantes
| Equipo                    | Entrenador       | Ciudad                             | Estadio                  | Capacidad |
| ------------------------- | ---------------- | ---------------------------------- | ------------------------ | --------- |
| Chapulineros de Oaxaca    | Gerardo Martínez | San Jerónimo Tlacochahuaya, Oaxaca | Independiente MRCI       | 3 000     |
| Cóndor FC                 | Jorge Barrera    | Cuantinchan, Puebla                | El Cóndor                | 1 000     |
| EFIX Soccer Club          | Miguel Huerta    | Xalapa, Veracruz                   | Instalaciones EFIX       | 500       |
| Industriales de Naucalpan | Aarón Huesca     | Naucalpan, Estado de México        | Deportivo Barrientos     | 2 000     |
| Inter Amecameca           | Hugo Amaro       | Amecameca, Estado de México        | Francisco Flores         | 2 500     |
| Lobos CARH                | Antonio Laguna   | Chalco, Estado de México           | Arreola                  | 5 000     |
| Mezcaleros de Oaxaca      | Javier Jiménez   | San Jerónimo Tlacochahuaya, Oaxaca | Independiente MRCI       | 3 000     |
| RED                       | Édgar Cruz       | Iztacalco, Ciudad de México        | Jesús Martínez "Palillo" | 5 000     |
| Neza Fútbol Club          | Ignacio Negrete  | Nezahualcóyotl, Estado de México   | Jesús Martínez "Palillo" | 5 000     |
| Toros México              | Víctor Jiménez   | Álvaro Obregón, Ciudad de México   | Valentín Gómez Farías    | 1 000     |
| Kundavi FC                | Abad Guzmán      | Río Grande, Oaxaca                 | Inocente Santos          | 2 000     |
| Hidalgo FC                | Ali Amaya        | Atitalaquia, Hidalgo               | Deportivo Atitalaquia    | 3 000     |

## Torneo regular
| Jornada 1              | Jornada 1 | Jornada 1                 | Jornada 1                | Jornada 1    | Jornada 1 | Jornada 1 |
| Local                  | Resultado | Visitante                 | Estadio                  | Fecha        | Hora      |           |
| ---------------------- | --------- | ------------------------- | ------------------------ | ------------ | --------- | --------- |
| Lobos CARH             | 3 - 2     | EFIX Soccer Club          | Arreola                  | 11 de agosto | 11:00     |           |
| Toros México FC        | 1 - 0     | Hidalgo FC                | Valentín Gómez Farías    | 11 de agosto | 13:00     |           |
| Neza FC                | 1 - 1     | Industriales de Naucalpan | Jesús Martínez "Palillo" | 11 de agosto | 13:00     |           |
| Cóndor FC              | 3 - 0     | RED                       | Complejo Cóndor          | 12 de agosto | 12:00     |           |
| Chapulineros de Oaxaca | 7 - 0     | Inter Amecameca           | Independiente MRCI       | 12 de agosto | 16:00     |           |
| Kundavi FC             | 3 - 1     | Mezcaleros de Oaxaca      | Inocente Santos          | 12 de agosto | 17:00     |           |

| Jornada 2                 | Jornada 2 | Jornada 2              | Jornada 2            | Jornada 2    | Jornada 2 | Jornada 2 |
| Local                     | Resultado | Visitante              | Estadio              | Fecha        | Hora      |           |
| ------------------------- | --------- | ---------------------- | -------------------- | ------------ | --------- | --------- |
| Inter Amecameca           | 0 - 3     | Kundavi FC             | Francisco Flores     | 18 de agosto | 15:00     |           |
| Mezcaleros de Oaxaca      | 1 - 0     | Lobos CARH             | Independiente MRCI   | 18 de agosto | 17:00     |           |
| Hidalgo FC                | 0 - 1     | Neza FC                | 20 de noviembre      | 18 de agosto | 17:00     |           |
| EFIX Soccer Club          | 0 - 4     | Chapulineros de Oaxaca | EFIX                 | 19 de agosto | 15:00     |           |
| Industriales de Naucalpan | 0 - 3     | Cóndor FC              | Deportivo Barrientos | 19 de agosto | 17:00     |           |
| RED                       | 2 - 2     | Toros México FC        | Ciudad Deportiva     | 21 de agosto | 12:00     |           |

| Jornada 3            | Jornada 3 | Jornada 3                 | Jornada 3                | Jornada 3    | Jornada 3 | Jornada 3 |
| Local                | Resultado | Visitante                 | Estadio                  | Fecha        | Hora      |           |
| -------------------- | --------- | ------------------------- | ------------------------ | ------------ | --------- | --------- |
| Neza FC              | 4 - 0     | RED                       | Jesús Martínez "Palillo" | 25 de agosto | 11:00     |           |
| Toros México FC      | 1 - 0     | Cóndor FC                 | Valentín Gómez Farías    | 25 de agosto | 13:00     |           |
| Mezcaleros de Oaxaca | 1 - 1     | EFIX Soccer Club          | Independiente MRCI       | 25 de agosto | 17:00     |           |
| Hidalgo FC           | 1 - 2     | Industriales de Naucalpan | 20 de noviembre          | 26 de agosto | 16:00     |           |
| Kundavi FC           | 0 - 1     | Chapulineros de Oaxaca    | Inocente Santos          | 26 de agosto | 16:00     |           |
| Lobos CARH           | 1 - 1     | Inter Amecameca           | Arreola                  | 30 de agosto | 11:00     |           |

| Jornada 4              | Jornada 4 | Jornada 4                 | Jornada 4             | Jornada 4       | Jornada 4 | Jornada 4 |
| Local                  | Resultado | Visitante                 | Estadio               | Fecha           | Hora      |           |
| ---------------------- | --------- | ------------------------- | --------------------- | --------------- | --------- | --------- |
| Cóndor FC              | 1 - 1     | Neza FC                   | Complejo Cóndor       | 1 de septiembre | 12:00     |           |
| RED                    | 1 - 1     | Hidalgo FC                | Ciudad Deportiva      | 1 de septiembre | 12:00     |           |
| Toros México FC        | 3 - 0     | Industriales de Naucalpan | Valentín Gómez Farías | 1 de septiembre | 13:00     |           |
| Inter Amecameca        | 1 - 2     | Mezcaleros de Oaxaca      | Francisco Flores      | 1 de septiembre | 16:15     |           |
| Chapulineros de Oaxaca | 8 - 0     | Lobos CARH                | Independiente MRCI    | 2 de septiembre | 16:00     |           |
| Kundavi FC             | 5 - 0     | EFIX Soccer Club          | Inocente Santos       | 2 de septiembre | 17:00     |           |

| Jornada 5                 | Jornada 5 | Jornada 5              | Jornada 5                | Jornada 5       | Jornada 5 | Jornada 5 |
| Local                     | Resultado | Visitante              | Estadio                  | Fecha           | Hora      |           |
| ------------------------- | --------- | ---------------------- | ------------------------ | --------------- | --------- | --------- |
| Lobos CARH                | 1 - 3     | Kundavi FC             | Luis Donaldo Colosio     | 8 de septiembre | 11:00     |           |
| Neza FC                   | 3 - 0     | Toros México FC        | Jesús Martínez "Palillo" | 8 de septiembre | 11:00     |           |
| Industriales de Naucalpan | 0 - 0     | RED                    | Deportivo Barrientos     | 9 de septiembre | 15:00     |           |
| Hidalgo FC                | 1 - 2     | Cóndor FC              | 20 de noviembre          | 9 de septiembre | 16:00     |           |
| Mezcaleros de Oaxaca      | 0 - 5     | Chapulineros de Oaxaca | Independiente MRCI       | 9 de septiembre | 16:30     |           |
| EFIX Soccer Club          | 1 - 0     | Inter Amecameca        | EFIX                     | 18 de octubre   | 16:00     |           |

| Jornada 6                 | Jornada 6 | Jornada 6              | Jornada 6                | Jornada 6        | Jornada 6 | Jornada 6 |
| Local                     | Resultado | Visitante              | Estadio                  | Fecha            | Hora      |           |
| ------------------------- | --------- | ---------------------- | ------------------------ | ---------------- | --------- | --------- |
| Inter Amecameca           | 0 - 5     | Chapulineros de Oaxaca | Francisco Flores         | 22 de septiembre | 16:15     |           |
| EFIX Soccer Club          | 0 - 1     | Lobos CARH             | EFIX                     | 23 de septiembre | 13:00     |           |
| Industriales de Naucalpan | 0 - 1     | Neza FC                | Deportivo Barrientos     | 23 de septiembre | 15:00     |           |
| Mezcaleros de Oaxaca      | 0 - 2     | Kundavi FC             | Independiente MRCI       | 23 de septiembre | 16:00     |           |
| Hidalgo FC                | 2 - 3     | Toros México FC        | 20 de noviembre          | 23 de septiembre | 16:00     |           |
| RED                       | 0 - 3*    | Cóndor FC              | Jesús Martínez "Palillo" | 24 de septiembre | 17:00     |           |

| Jornada 7              | Jornada 7 | Jornada 7                 | Jornada 7             | Jornada 7        | Jornada 7 | Jornada 7 |
| Local                  | Resultado | Visitante                 | Estadio               | Fecha            | Hora      |           |
| ---------------------- | --------- | ------------------------- | --------------------- | ---------------- | --------- | --------- |
| Lobos CARH             | 1 - 1     | Mezcaleros de Oaxaca      | Arreola               | 29 de septiembre | 11:00     |           |
| Toros México FC        | 2 - 2     | RED                       | Valentín Gómez Farías | 29 de septiembre | 13:00     |           |
| Cóndor FC              | 2 - 0     | Industriales de Naucalpan | Complejo Cóndor       | 29 de septiembre | 12:00     |           |
| Neza FC                | 2 - 0     | Hidalgo FC                | Deportivo Cartagena   | 30 de septiembre | 14:00     |           |
| Chapulineros de Oaxaca | 18 - 1    | EFIX Soccer Club          | Independiente MRCI    | 30 de septiembre | 16:00     |           |
| Kundavi FC             | 5 - 0     | Inter Amecameca           | Inocente Santos       | 30 de septiembre | 16:00     |           |

| Jornada 8                 | Jornada 8 | Jornada 8            | Jornada 8             | Jornada 8     | Jornada 8 | Jornada 8 |
| Local                     | Resultado | Visitante            | Estadio               | Fecha         | Hora      |           |
| ------------------------- | --------- | -------------------- | --------------------- | ------------- | --------- | --------- |
| RED                       | 0 - 2     | Neza FC              | Plutarco Elías Calles | 6 de octubre  | 13:00     |           |
| Inter Amecameca           | 1 - 1     | Lobos CARH           | Francisco Flores      | 6 de octubre  | 16:15     |           |
| Cóndor FC                 | 4 - 1     | Toros México FC      | Complejo Cóndor       | 7 de octubre  | 12:00     |           |
| Industriales de Naucalpan | 2 - 3     | Hidalgo FC           | Deportivo Barrientos  | 7 de octubre  | 15:00     |           |
| Chapulineros de Oaxaca    | 5 - 2     | Kundavi FC           | Independiente MRCI    | 7 de octubre  | 16:00     |           |
| EFIX Soccer Club          | 0 - 2     | Mezcaleros de Oaxaca | EFIX                  | 10 de octubre | 16:00     |           |

| Jornada 9                 | Jornada 9 | Jornada 9              | Jornada 9            | Jornada 9     | Jornada 9 | Jornada 9 |
| Local                     | Resultado | Visitante              | Estadio              | Fecha         | Hora      |           |
| ------------------------- | --------- | ---------------------- | -------------------- | ------------- | --------- | --------- |
| Lobos CARH                | 2 - 5     | Chapulineros de Oaxaca | Luis Donaldo Colosio | 13 de octubre | 11:00     |           |
| Neza FC                   | 4 - 1     | Cóndor FC              | Deportivo Cartagena  | 13 de octubre | 11:00     |           |
| EFIX Soccer Club          | 2 - 4     | Kundavi FC             | EFIX                 | 14 de octubre | 14:00     |           |
| Mezcaleros de Oaxaca      | 2 - 0     | Inter Amecameca        | Independiente MRCI   | 14 de octubre | 16:00     |           |
| Hidalgo FC                | 2 - 0     | RED                    | 20 de noviembre      | 14 de octubre | 16:00     |           |
| Industriales de Naucalpan | 2 - 2     | Toros México FC        | Deportivo Barrientos | 14 de octubre | 16:00     |           |

| Jornada 10             | Jornada 10 | Jornada 10                | Jornada 10            | Jornada 10    | Jornada 10 | Jornada 10 |
| Local                  | Resultado  | Visitante                 | Estadio               | Fecha         | Hora       |            |
| ---------------------- | ---------- | ------------------------- | --------------------- | ------------- | ---------- | ---------- |
| Toros México FC        | 2 - 2      | Neza FC                   | Valentín Gómez Farías | 20 de octubre | 11:00      |            |
| RED                    | 0 - 3      | Industriales de Naucalpan | Plutarco Elías Calles | 20 de octubre | 14:00      |            |
| Cóndor FC              | 3 - 2      | Hidalgo FC                | Complejo Cóndor       | 21 de octubre | 12:00      |            |
| Inter Amecameca        | 3 - 1      | EFIX Soccer Club          | Francisco Flores      | 21 de octubre | 14:00      |            |
| Chapulineros de Oaxaca | 4 - 1      | Mezcaleros de Oaxaca      | Independiente MRCI    | 21 de octubre | 16:00      |            |
| Kundavi FC             | 3 - 0      | Lobos CARH                | Inocente Santos       | 21 de octubre | 16:00      |            |

## Tabla general
| Pos. | Equipo                     | Pts. | PJ | G  | E | P | GF | GC | Dif. | Clasificación |
| ---- | -------------------------- | ---- | -- | -- | - | - | -- | -- | ---- | ------------- |
| 1    | Chapulineros de Oaxaca (C) | 30   | 10 | 10 | 0 | 0 | 62 | 6  | +56  | Semifinales.  |
| 2    | Kundavi FC                 | 24   | 10 | 8  | 0 | 2 | 30 | 10 | +20  | Semifinales.  |
| 3    | Neza F. C.                 | 24   | 10 | 7  | 3 | 0 | 21 | 5  | +16  | Repechaje.    |
| 4    | Cóndor FC                  | 22   | 10 | 7  | 1 | 2 | 22 | 10 | +12  | Repechaje.    |
| 5    | Toros México FC            | 16   | 10 | 4  | 4 | 2 | 17 | 17 | 0    | Repechaje.    |
| 6    | Mezcaleros de Oaxaca       | 14   | 10 | 4  | 2 | 4 | 13 | 19 | −6   | Repechaje.    |
| 7    | Lobos CARH                 | 9    | 10 | 2  | 3 | 5 | 10 | 25 | −15  | Eliminado.    |
| 8    | Industriales de Naucalpan  | 8    | 10 | 2  | 3 | 5 | 10 | 16 | −6   | Eliminado.    |
| 9    | Inter Amecameca            | 5    | 10 | 1  | 2 | 7 | 6  | 28 | −22  | Eliminado.    |
| 10   | Hidalgo FC                 | 4    | 10 | 2  | 1 | 7 | 12 | 17 | −5   | Eliminado.    |
| 11   | EFIX Soccer Club           | 4    | 10 | 1  | 1 | 8 | 8  | 41 | −33  | Eliminado.    |
| 12   | RED                        | 3    | 10 | 0  | 4 | 6 | 5  | 22 | −17  | Eliminado.    |

Actualizado a los partidos jugados el 21 de octubre de 2023.
 Fuente: LBM
Criterios de clasificación: Puntos · Diferencia de goles · Goles a favor · Play-off
Notas:
1. ↑  Al equipo se le descontaron tres puntos por incumplir la regla de minutos para jugadores menores.

## Liguilla
|  | Repechaje             | Repechaje             | Repechaje              |           |   | Semifinales                 | Semifinales                 | Semifinales                 | Semifinales                 | Semifinales                 |  |   | Final                        | Final                        | Final                        | Final                        | Final                        |  |
|  | 28 de octubre de 2023 | 28 de octubre de 2023 | 28 de octubre de 2023  |           |   | 4 y 11 de noviembre de 2023 | 4 y 11 de noviembre de 2023 | 4 y 11 de noviembre de 2023 | 4 y 11 de noviembre de 2023 | 4 y 11 de noviembre de 2023 |  |   | 18 y 25 de noviembre de 2023 | 18 y 25 de noviembre de 2023 | 18 y 25 de noviembre de 2023 | 18 y 25 de noviembre de 2023 | 18 y 25 de noviembre de 2023 |  |
|  |                       |                       |                        |           |   |                             |                             |                             |                             |                             |  |   |                              |                              |                              |                              |                              |  |
|  |                       |                       |                        |           |   |                             |                             |                             |                             |                             |  |   |                              |                              |                              |                              |                              |  |
|  |                       |                       |                        |           |   |                             |                             |                             |                             |                             |  |   |                              |                              |                              |                              |                              |  |
|  |                       |                       |                        |           |   |                             |                             |                             |                             |                             |  |   |                              |                              |                              |                              |                              |  |
|  |                       |                       |                        |           |   |                             |                             |                             |                             |                             |  |   |                              |                              |                              |                              |                              |  |
|  |                       | 1                     | Chapulineros de Oaxaca | 0         | 4 | 4                           |                             |                             |                             |                             |  |   |                              |                              |                              |                              |                              |  |
|  |                       |                       |                        | 0         | 4 | 4                           |                             |                             |                             |                             |  |   |                              |                              |                              |                              |                              |  |
|  |                       |                       | 4                      | Cóndor FC | 0 | 1                           | 1                           |                             |                             |                             |  |   |                              |                              |                              |                              |                              |  |
|  | 4                     | Cóndor FC             | 4                      | Cóndor FC | 0 | 1                           | 1                           | 1 (5)                       |                             |                             |  |   |                              |                              |                              |                              |                              |  |
|  | 4                     | Cóndor FC             |                        |           |   |                             |                             |                             |                             |                             |  |   |                              |                              |                              |                              |                              |  |
|  | 5                     | Toros México FC       | 1 (4)                  |           |   |                             |                             |                             |                             |                             |  |   |                              |                              |                              |                              |                              |  |
|  | 5                     | Toros México FC       | 1 (4)                  |           |   |                             |                             |                             |                             |                             |  | 1 | Chapulineros de Oaxaca       | 2                            | 3                            | 5                            |                              |  |
|  |                       |                       |                        |           |   |                             |                             |                             |                             |                             |  | 1 | Chapulineros de Oaxaca       | 2                            | 3                            | 5                            |                              |  |
|  |                       |                       | 3                      | Neza FC   | 1 | 1                           | 2                           |                             |                             |                             |  |   |                              |                              |                              |                              |                              |  |
|  |                       |                       | 3                      | Neza FC   | 1 | 1                           | 2                           |                             |                             |                             |  |   |                              |                              |                              |                              |                              |  |
|  |                       |                       |                        |           |   |                             |                             |                             |                             |                             |  |   |                              |                              |                              |                              |                              |  |
|  |                       |                       |                        |           |   |                             |                             |                             |                             |                             |  |   |                              |                              |                              |                              |                              |  |
|  |                       | 2                     | Kundavi FC             | 1         | 1 | 2                           |                             |                             |                             |                             |  |   |                              |                              |                              |                              |                              |  |
|  |                       |                       |                        | 1         | 1 | 2                           |                             |                             |                             |                             |  |   |                              |                              |                              |                              |                              |  |
|  |                       |                       | 3                      | Neza FC   | 2 | 1                           | 3                           |                             |                             |                             |  |   |                              |                              |                              |                              |                              |  |
|  | 3                     | Neza FC               | 3                      | Neza FC   | 2 | 1                           | 3                           | 2                           |                             |                             |  |   |                              |                              |                              |                              |                              |  |
|  | 3                     | Neza FC               |                        |           |   |                             |                             |                             |                             |                             |  |   |                              |                              |                              |                              |                              |  |
|  | 6                     | Mezcaleros de Oaxaca  | 0                      |           |   |                             |                             |                             |                             |                             |  |   |                              |                              |                              |                              |                              |  |
|  | 6                     | Mezcaleros de Oaxaca  | 0                      |           |   |                             |                             |                             |                             |                             |  |   |                              |                              |                              |                              |                              |  |
|  |                       |                       |                        |           |   |                             |                             |                             |                             |                             |  |   |                              |                              |                              |                              |                              |  |

## Estadísticas

### Máximos goleadores
Lista con los máximos goleadores del torneo.

Fecha de actualización: 21 de octubre de 2023
| Posición | Jugador       | Club                   | Goles |
| -------- | ------------- | ---------------------- | ----- |
| 1°       | Víctor Lojero | Chapulineros de Oaxaca | 19    |
| 2°       | Donato Estala | Chapulineros de Oaxaca | 12    |
| 3°       | Omar Arellano | Chapulineros de Oaxaca | 10    |